# Горбівська сільська рада (Ємільчинський район)
Горбівська сільська рада — колишня адміністративно-територіальна одиниця та орган місцевого самоврядування у Ємільчинському районі Коростенської й Волинської округ, Київської та Житомирської областей Української РСР з адміністративним центром у селі Горбове.

## Населені пункти
Сільській раді на момент ліквідації були підпорядковані населені пункти:
- с. Горбове
- с. Здоровець
- с. Льонівка
- с. Чміль

## Історія та адміністративний устрій
Створена 21 жовтня 1925 року в с. Горбів Чмілівської сільської ради Емільчинського району Коростенської округи.
Станом на 1 вересня 1946 року сільська рада входила до складу Ємільчинського району Житомирської області, на обліку в раді перебувало с. Горбове.
11 серпня 1954 року, внаслідок виконання указу Президії Верховної ради УРСР «Про укрупнення сільських рад по Житомирській області», до складу ради передано села Здоровець та Чміль ліквідованих Здоровецької та Чмілівської сільських рад Ємільчинського району. 19 вересня 1956 року, відповідно до рішення Житомирського облвиконкому № 836 «Про внесення змін в адміністративно-територіальному поділі сільських рад Ємільчинського району», до складу ради увійшло с. Уварівка Осівської сільської ради Ємільчинського району Житомирської області.
Ліквідована 20 травня 1963 року, відповідно до рішення Житомирського ОВК № 241 «Про зміни в адміністративно-територіальному поділі Малинського та Ємільчинського районів», села Льонівка та Чміль передані до складу відновленої Чмілівської сільської ради, Горбово та Здоровець — до складу Ємільчинської селищної ради Ємільчинського району Житомирської області.